# Hunebedden in Nederland

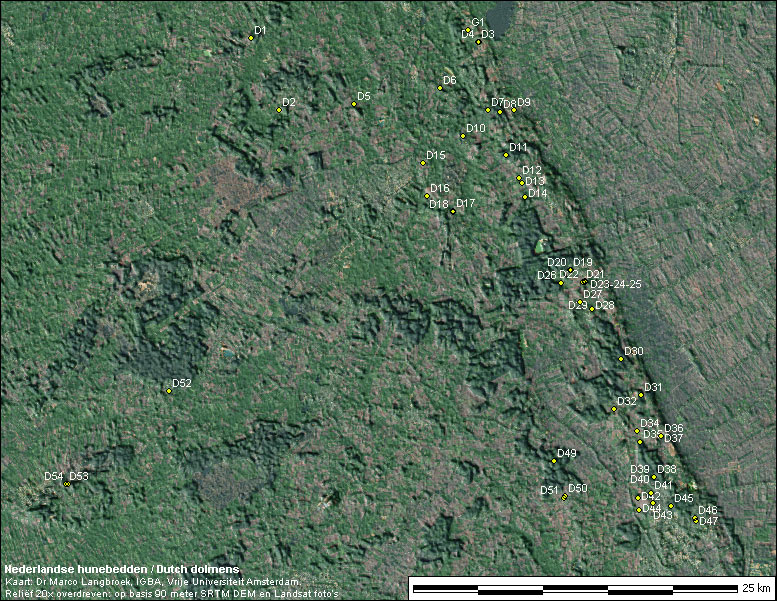
Reliëfkaart met de locaties van de 53 nog bestaande Nederlandse hunebedden (G5 staat niet op deze kaart). De hoogtes zijn hier een factor 20 overdreven om het reliëf goed tot uitdrukking te brengen. Te zien is dat de meeste hunebedden in de hogere delen van het landschap liggen (de Hondsrug, een stuwwallencomplex)

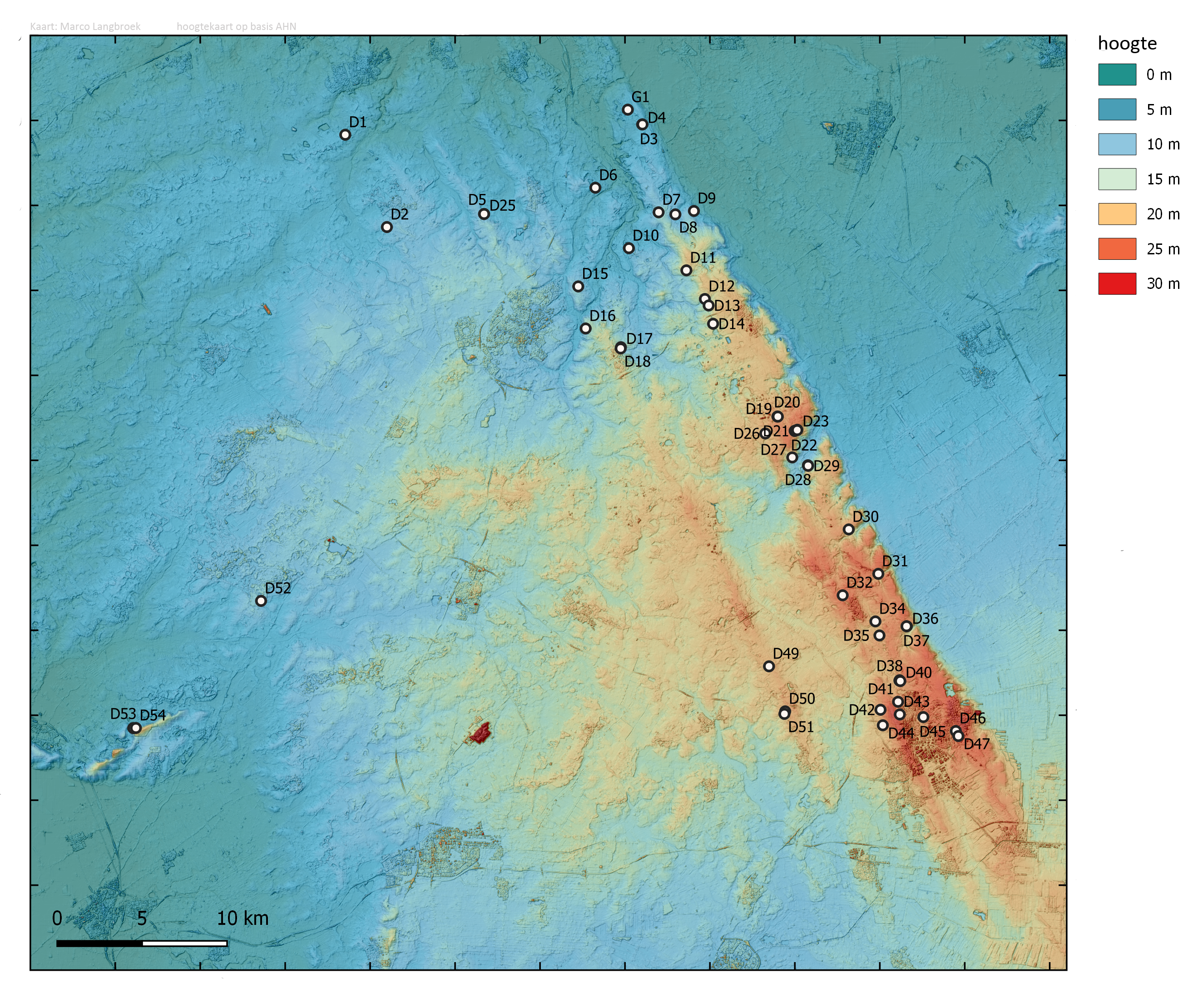
Hoogte-/reliëfkaart van Drente met de verspreiding van hunebedden (hoogtekaart op basis van de AHN)

De hunebedden in Nederland zijn megalithische grafheuvels gebouwd in de nieuwe steentijd, het Neolithicum, van 3450 tot circa 3250 v.Chr., maar ze zijn gebruikt tot circa 2850 v.Chr. Dit valt onder andere af te leiden uit het gebruikte aardewerk, waaronder de gedurende de gehele periode gebruikte trechterbeker. Vandaar dat de hunebedbouwers beschouwd worden als vertegenwoordigers van de trechterbekercultuur, die verder doorloopt tot in Oost-Duitsland. Volken van deze cultuur vormden vanwege hun grote verspreidingsgebied waarschijnlijk geen homogeen geheel. In de archeologie worden meerdere subculturen in de trechterbekercultuur aangeduid, waarbij de Nederlandse hunebedden tot de westgroep behoren.
De stenen waarmee de hunebedden in Nederland zijn gebouwd zijn zogenaamde zwerfstenen, afkomstig uit Scandinavië. Ze zijn naar het zuiden gevoerd door het oprukkende landijs tijdens  ijstijden. Toen het ijs aan het eind van de voorlaatste ijstijd (de Saale-ijstijd) smolt, bleven de meegevoerde stenen achter.

## Stijl en locaties
De meeste hunebedden in Nederland zijn gelegen op de Hondsrug. Qua stijl en locaties vertonen de hunebedden in Nederland grote overeenkomsten met de hunebedden in Sleeswijk-Holstein (lijst van hunebedden in Sleeswijk-Holstein), Noordrijn-Westfalen (lijst van hunebedden in Noordrijn-Westfalen) en met name het Eemsland (lijst van hunebedden in Bremen, Hamburg en Nedersaksen). 
De Nederlandse hunebedden zijn opgebouwd uit twee tot tien jukken (trilithons, dwz twee draagstenen met een deksteen erop) en zijn 3 tot 20 meter lang aan de binnenzijde van de kamer. In Duitsland zijn nog langere hunebedden bekend. Deze lange bouwwerken komen alleen voor bij de westgroep van de trechterbekercultuur, in de noordgroep zijn de bouwwerken niet langer dan 16 meter.

## Typen
Er zijn in Nederland verschillende typen hunebedden:
- Het ganggraf, zoals D45 in de Emmerdennen, waarvan de toegang meestal bestaat uit twee paar zijstenen waarop een deksteen rust. In het algemeen is er een ovaalvormige/niervormige steenkrans of resten ervan.
- Het portaalgraf, zoals D1 bij Steenbergen, waarvan de ingang bestaat uit één paar zijstenen.
- Het langgraf, zoals D43 op de Schimmeres bij Emmen, bestaande uit twee portaalhunebedden met één dekheuvel.
- Het trapgraf, zoals D13 in Eext, waarvan de toegang bestaat uit een trap met vier treden.
- De verlengde dolmen of rechthoekige dolmen, waarbij de ingang zich aan de korte kant bevindt. Dit type is komt eenmaal voor in Nederland (het laatst gevonden hunebed G5 bij Heveskesklooster), zie ook Rechteckdolmen.
- Het hunebed zonder poort, zoals D6 en D35.

## Vondsten

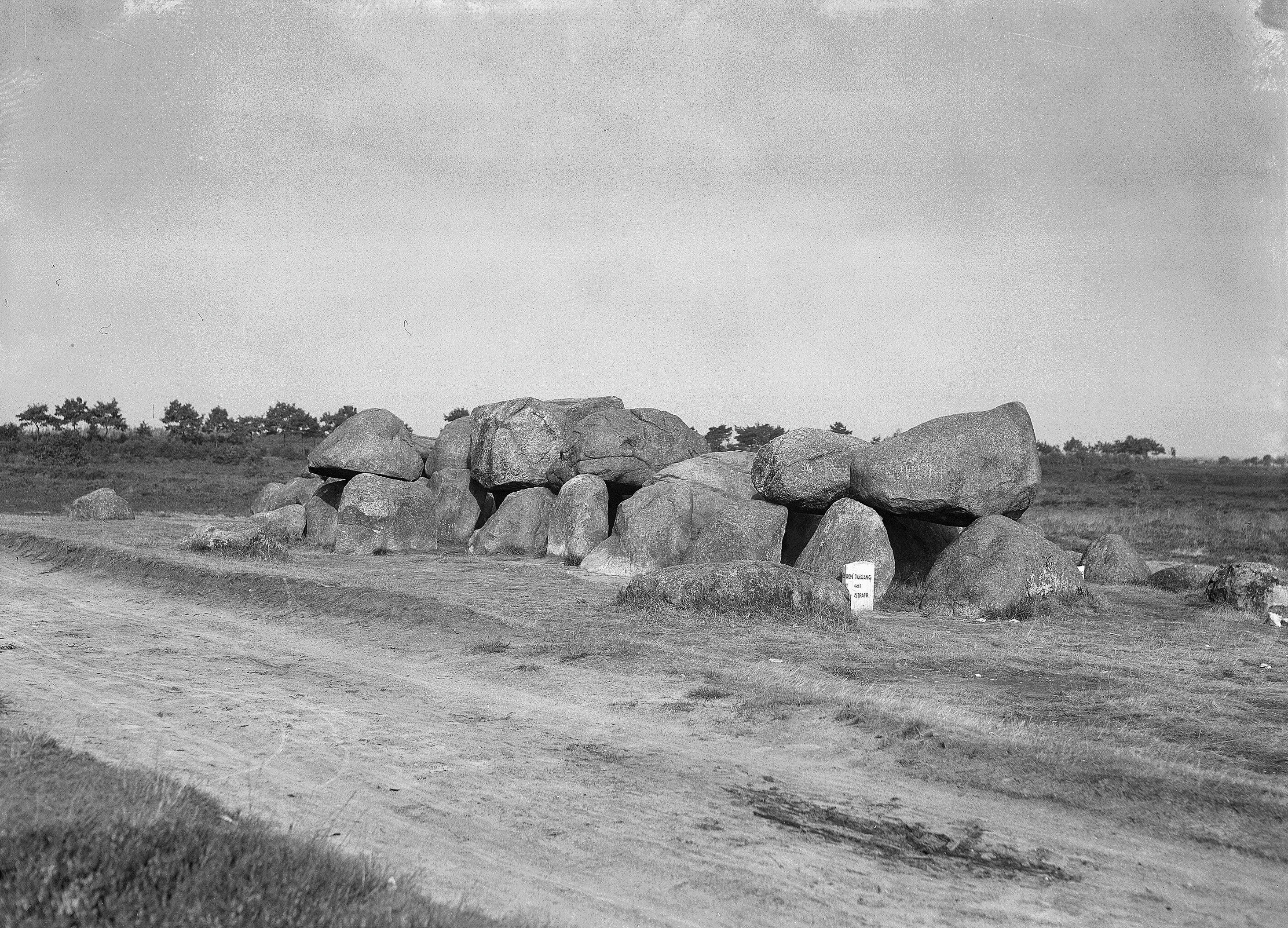
D53 is een van de twee hunebedden op de Havelterberg, tijdens wetenschappelijk onderzoek in 1918 werden in dit hunebed meer vondsten gedaan dan in enig ander hunebed in Nederland, foto 1941

Men vindt vaak brandsporen in en bij hunebedden. Het vuur speelde een rol bij de dodencultuur van de hunebedbouwers. De doden worden in gestrekte, zittende of in gehurkte (hurkgraf) houding bijgezet en vergezeld met grafgiften. Men heeft in bijna alle hunebedden grote hoeveelheden aardewerk en andere voorwerpen gevonden. Het aardewerk bestaat uit sterk versierde platte schalen, kommen, grote potten, trechterbekers en flesjes (zoals kraaghalsflesjes). De versieringen bestonden uit diep ingedrukte ornamenten. Ook wapens worden veelvuldig aangetroffen zoals hamers en bijlen en verder pijlpunten, messen en krabbers van vuursteen.
Menselijke resten worden maar zelden gevonden. Dat is waarschijnlijk een gevolg van de zure bodemgesteldheid in Nederland, waar skeletten volledig in kunnen vergaan. Bij hunebed G1 is wel een lijksilhouet aangetroffen bij de ingang. Het gaat om een lijksilhouet van een kind dat op de rechterzij ligt. Lijfsieraden zijn ook weinig gevonden. Het zijn meestal kralen van barnsteen en git (gagaat), veelal geïmporteerd en karakteristiek voor steentijdsculturen van Engeland, Frankrijk en ook Midden-Europa.
In Nederland komt het oudste metaal (koper) uit een hunebed bij Buinen, gevonden in 1927 door Van Giffen. De spiraalvormige kralen die uit dit koper waren gemaakt, worden gedateerd rond 2500 v.Chr., hoewel de hunebedden ouder zijn. Ook in Odoorn is koper gevonden in een hunebed. De kralen zijn te zien in het Drents Museum te Assen.
Vondsten tonen aan dat er in latere perioden bijzettingen in en om de hunebedden zijn geplaatst. Dit is echter in Nederland niet op eenzelfde grote schaal voorgekomen als in Brittannië (ijzertijd) of Mecklenburg (Middeleeuwen). In Nederland zijn o.a. de volgende vondsten uit een latere periode gedaan:
- een denarius van Antonius Augustus in een urn bij een draagsteen van D14
- een gouden solidus van Valentinianus I bij D10
- een kerbschnitt-versierde pot uit de bronstijd of ijzertijd in D54
- een bladvormig scheermes uit de bronstijd in D52
- een Harpsted-pot uit de ijzertijd in de kamer van D26

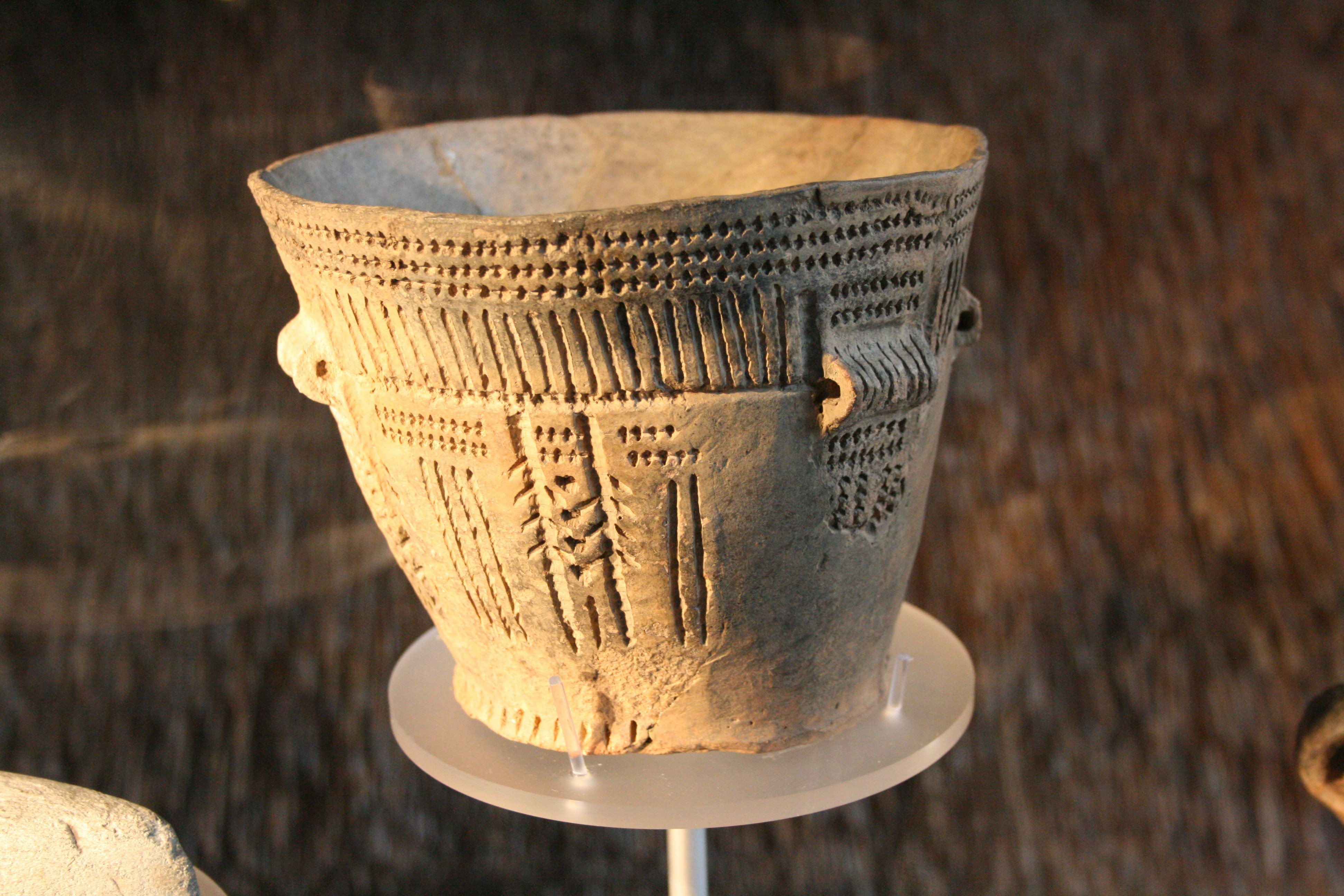
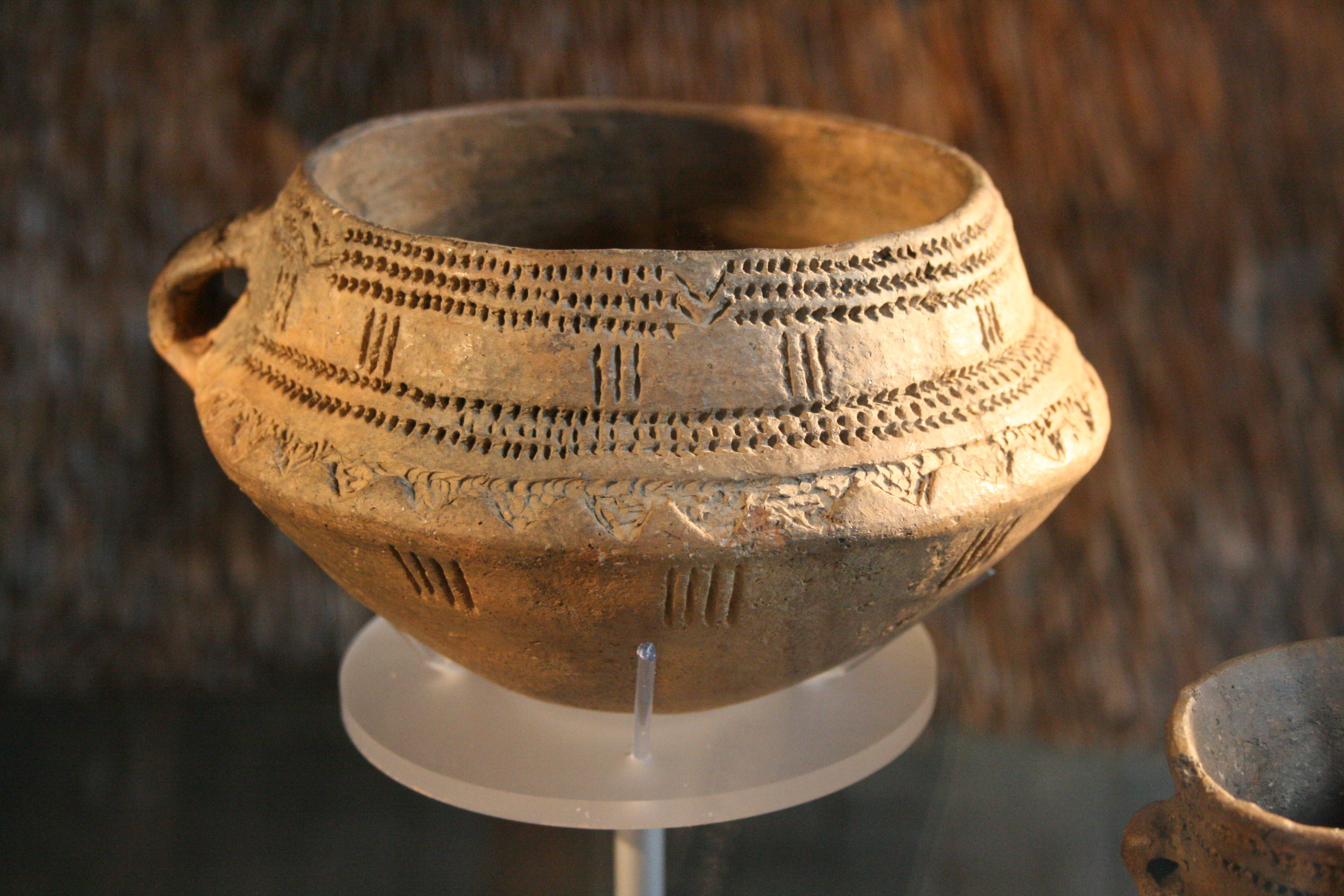
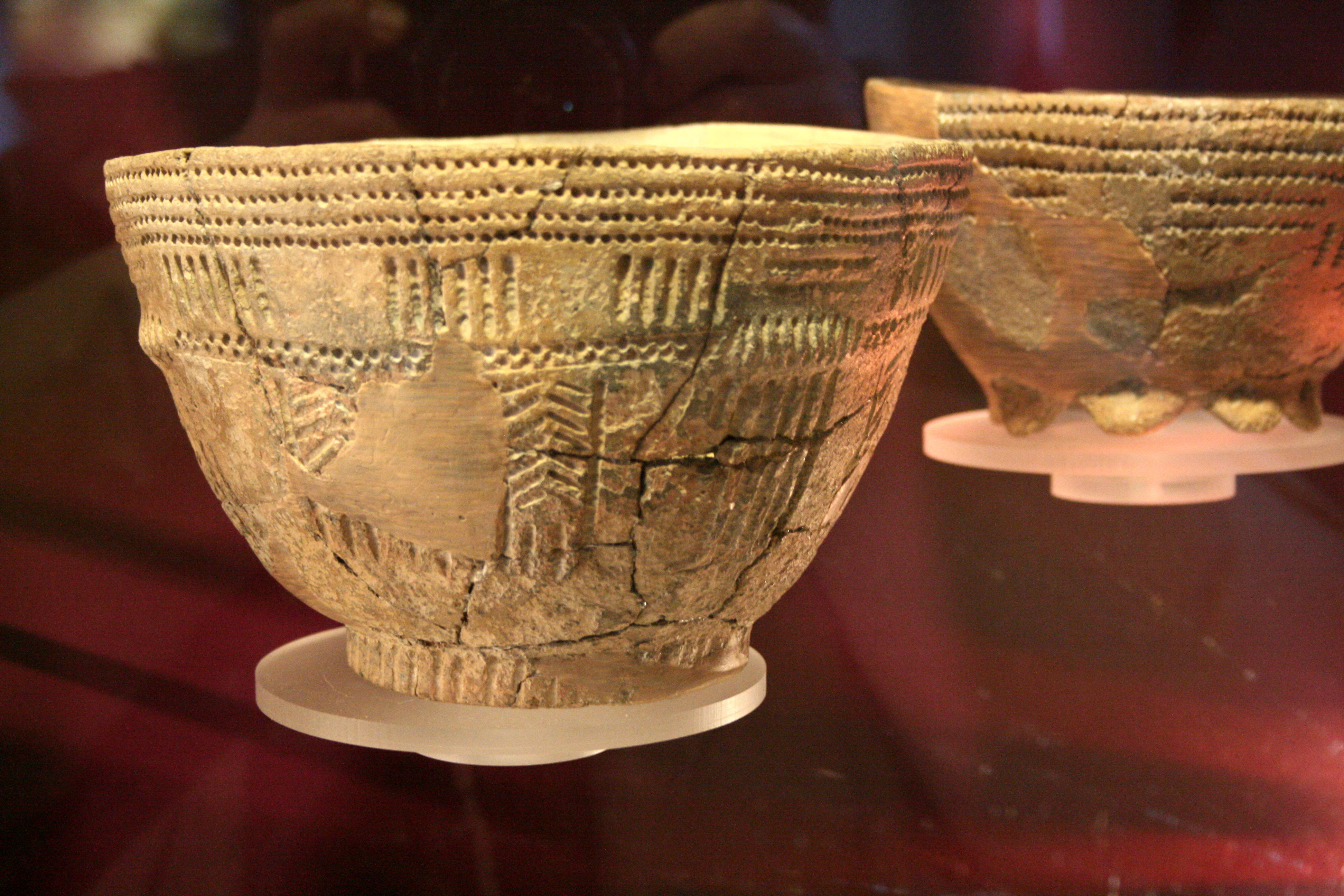

## Voorkomen

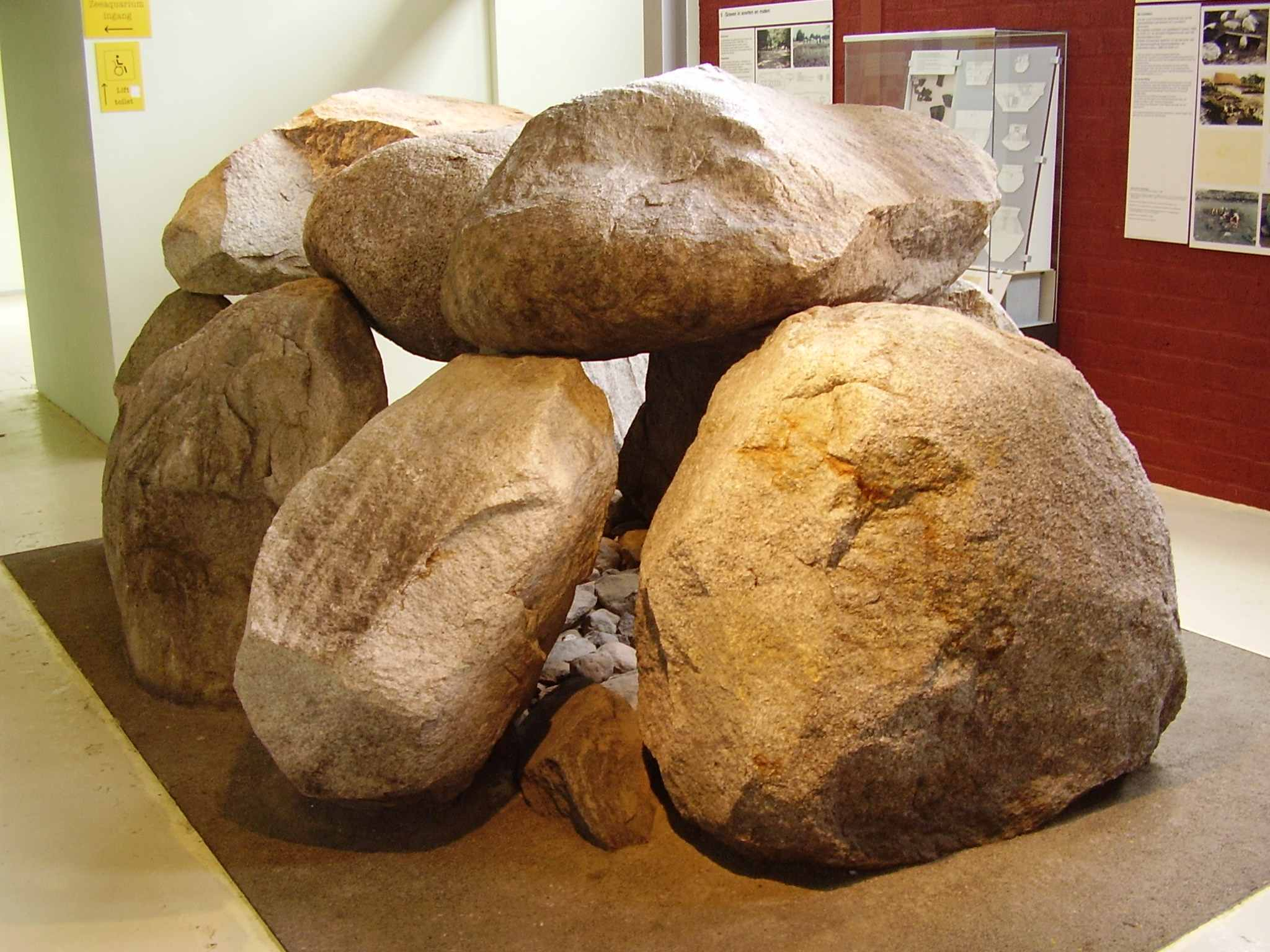
Hunebed G5 is gevonden onder de wierde van Heveskesklooster, thans in het Muzeeaquarium in Delfzijl

Naar schatting waren er in Noord-Nederland 80 tot 100 hunebedden, de meeste daarvan in Drenthe. De plaats van 18 gesloopte hunebedden is nog bekend.
Van de 54 hunebedden die nu nog in Nederland zichtbaar zijn, staan er 52 in de provincie Drenthe. De andere twee staan in de provincie Groningen: één bij Noordlaren, enkele meters over de grens met Drenthe, het andere is in 1982 gevonden bij een opgraving in Heveskesklooster, en geplaatst in een museum in het nabijgelegen Delfzijl.
Van de 52 hunebedden in Drenthe ligt het grootste hunebed bij Borger (hunebed D27), waar een vondst uit de bronstijd werd gedaan. Hier liggen in totaal dertien hunebedden bij elkaar. In 2010 werd een bodemscan gemaakt. Vlak naast het grootste hunebed is het Hunebedcentrum gebouwd waar veel informatie over de prehistorie is te verkrijgen. In het Drents Museum in Assen is er ook veel te zien over de hunebedden en hun bouwers/cultuur.
Aan de voet van de Havelterberg bij Darp liggen twee hunebedden, waarvan één het op een na grootste hunebed van Nederland is (D53) met een lengte van bijna achttien meter.

## Benaming
Hunebedden worden met verschillende benamingen aangeduid, zoals reuzengraf, reusen-bed, steenhopen, steenberg(en), steenbarg of stainbarg (Groningen), stienbarge (Drenthe), steenmijt, steenbelt, reuzenstenen, hunesteenen, hunnebed en hunebet, duivelskot, duivelskut of meer internationaal: dolmen.
Het langste Nederlandse hunebed is hunebed D43, dat op de Schimmeres bij Emmen ligt. Dit hunebed wordt wel het Langgraf genoemd, hoewel dat eigenlijk de type-aanduiding is. Hunebedden met een eigen naam zijn onder andere de Hunenborg (D3 en D4) bij Midlaren, de Papeloze kerk (D49) bij Schoonoord, Duvelskut (D17 of D18) bij Rolde, Duvelse kolse (D10) bij Gasteren en de Stemberg of ook wel Klankenberg (D13) bij Eext.
Het overblijfsel van D52a wordt ook wel Pottiesbargien (het Potjesbergje) of Berkenheuvel genoemd, dit komt door het grote aantal vondsten dat in de dekheuvel is aangetroffen. Holbergien (= hol bergje, waarbij hol slaat op de kuil waarin het hunebed staat) is D7.
Toponiemen wijzen soms een (voormalig) hunebed aan, zoals Een acker, die steenbarch genoemt, Steenbergerveen en Steenakker (G4). Hunebed D42 ligt op het terrein Stien Camp (stenenveld).
Het hunebed D10 werd tijdens de renaissance Duyffelskutte, 's Duyvels Kut of De Kut van de Duivel genoemd. Op een kaart van Ortelius wordt deze plek zo genoemd. Deze term werd het eerst opgeschreven door Antonius Schoonhovius Batavus, een kanunnik uit Brugge, in een brief naar zijn collega Cornelius Gualterus (20 december 1547). Op de stenen zouden levende mensen geofferd worden, nadat ze door de smalle gang onder de altaarstenen moesten kruipen en met mest bekogeld werden (een soort charivari). Een soortgelijke benaming bestaat voor hunebedden D17 of D18, alhoewel archeoloog Wijnand van der Sanden betoogd dat D10 beter overeenstemt met de beschrijving. Ook Sicke Benninge (een kroniekschrijver uit Groningen) beschrijft dit hunebed als Des Duvels Kolse, waarbij kolse (kous) op het vrouwelijk geslachtsdeel zou slaan, in zijn Croniken der Vreescher Landen mijtten Zoeven Seelanden ende der stadt Groningen.
Er wordt wel verondersteld dat Hargen afgeleid is van Harag, heiligdom en wijzen op een oude kultusplaats van de Friezen. De plaatsnaam zou ook nog kunnen verwijzen naar een plek met één of meerdere hunebedden. Dit omdat de derde naamval de meervoud van de Germaanse offersteen is

## Geschiedenis
De eerste schriftelijke bron over hunebedden is een brief die de Hollandse monnik Anton van Schoonhoven op 20 december 1547 schreef aan Cornelis Gualterius over de zuilen van Hercules bij Rolde. Op de zuilen liggen volgens de brief offerstenen. Mensen, bij voorkeur vreemdelingen, werden gedwongen door de nauwe doorgang onder de altaarstenen te kruipen, terwijl ze met mest bekogeld werden.
Volgens de overlevering gebruikte Menso Alting een hunebed als kansel voor zijn hagenpreken. Dit hunebed bij Schoonoord heet in de volksmond nog steeds de Papeloze kerk.

### Vernietiging in de Middeleeuwen

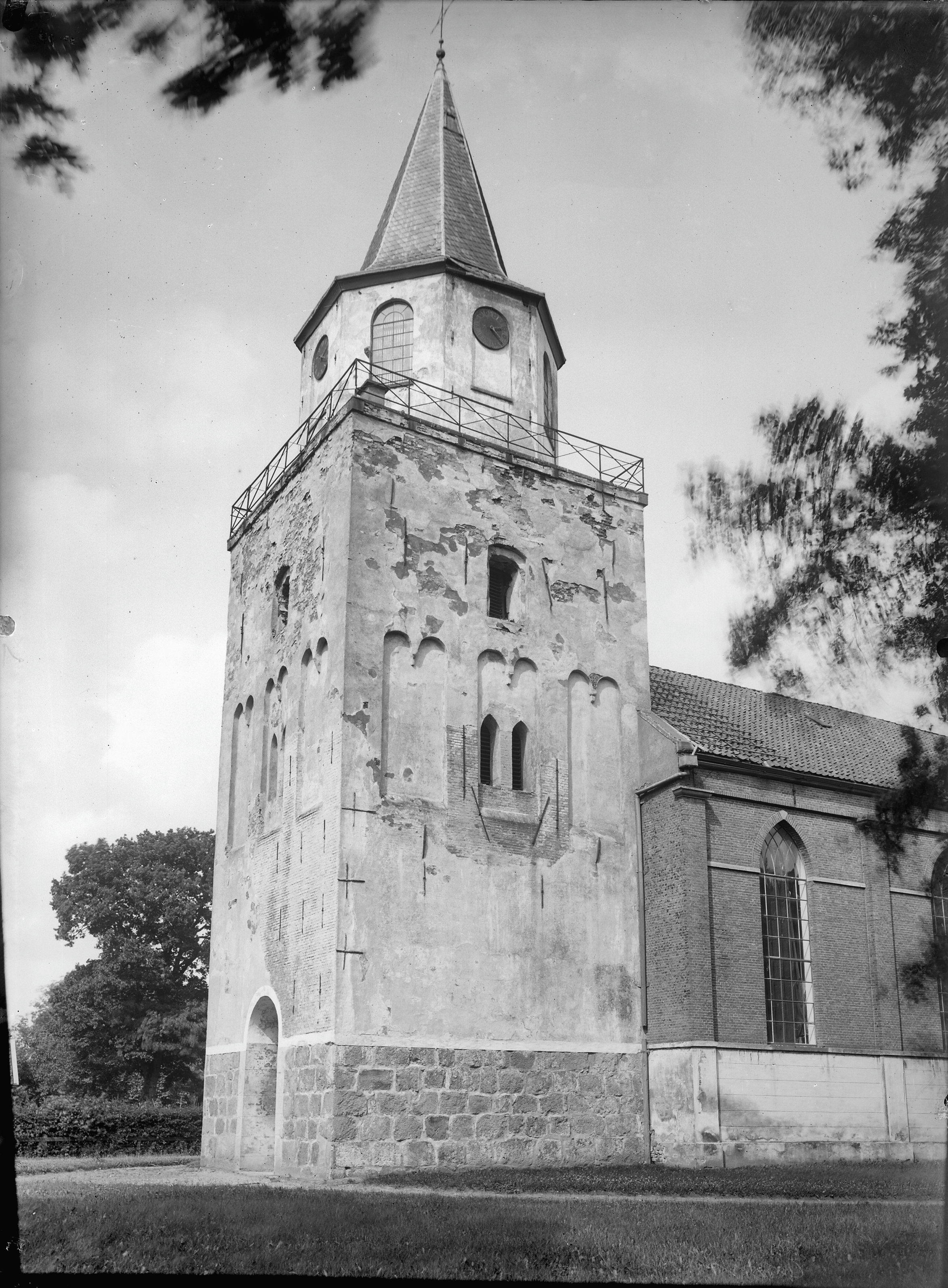
De hunebedbrokken aan de onderkant van de Grote Kerk in Emmen, Rijksdienst voor het Cultureel Erfgoed, 1903

Gedurende de Middeleeuwen was er geen aandacht voor de hunebedden. Dat blijkt onder andere uit de omstandigheid dat de megalithische steenhopen geen naam hadden: men sprak van "steenhopen".
Er was geen sprake van systematisch onderzoek en nog minder van bescherming. De hunebedden en andere megalieten speelden nog een belangrijke rol in de religie van de Germaanse stammen die nog niet bekeerd waren en ze moesten worden verwoest. Zo beschrijft het Concilie van Nantes uit 758 dat alle megalietgraven moeten worden gesloopt en de resten uit het zicht moesten verdwijnen, door ze te begraven. Ook Karel de Grote riep in 789 vanuit Aken op om de hunebedden te verwoesten.
Er werden gaten in de stenen geboord. In de gaten werd buskruit gestopt en tot ontploffing gebracht of men stopte wiggen in de gaten en brak de steen, zo wordt in Tegenwoordige staat van het landschap Drenthe uit 1792 vermeld.
De stenen werden op deze manier kleiner gemaakt door keienkloppers en als bestrating aangebracht door keienleggers.
In de Middeleeuwen werden de stenen van hunebedden gebruikt voor de bouw van kerken. Er werden quadersteine gemaakt, dit gebeurde door de hunebedstenen te kloven. De Qadersteine vormden de fundering in kerken. In Drenthe zijn nog resten in de kerkmuren van Odoorn en Emmen (de onderkant van de toren bestaat uit wat de Rijksdienst granietblokken noemt en wat door de kerk omschreven wordt als hunebedbrokken) te vinden, ook in de kerkhofmuren van Odoorn en Oosterhesselen.
Voor de bouw van de Heerenhof in Emmen moest (waarschijnlijk) een hunebed wijken en de stenen van het hunebed zijn gebruikt voor de bouw van het complex.
In de achttiende eeuw werden zeeweringen versterkt en in de negentiende eeuw werd vergruisd graniet gebruikt voor wegverharding of de fundering van een gebouw.
In 1735 werd een tweede druk van een boekje door Johannes Oosterwijk op de Dam gedrukt, hierin toont men aan dat de schade die aangericht wordt door paalworm voorkomen kan worden door voor de dijken glooiende stenen van een groot gewicht te werpen.

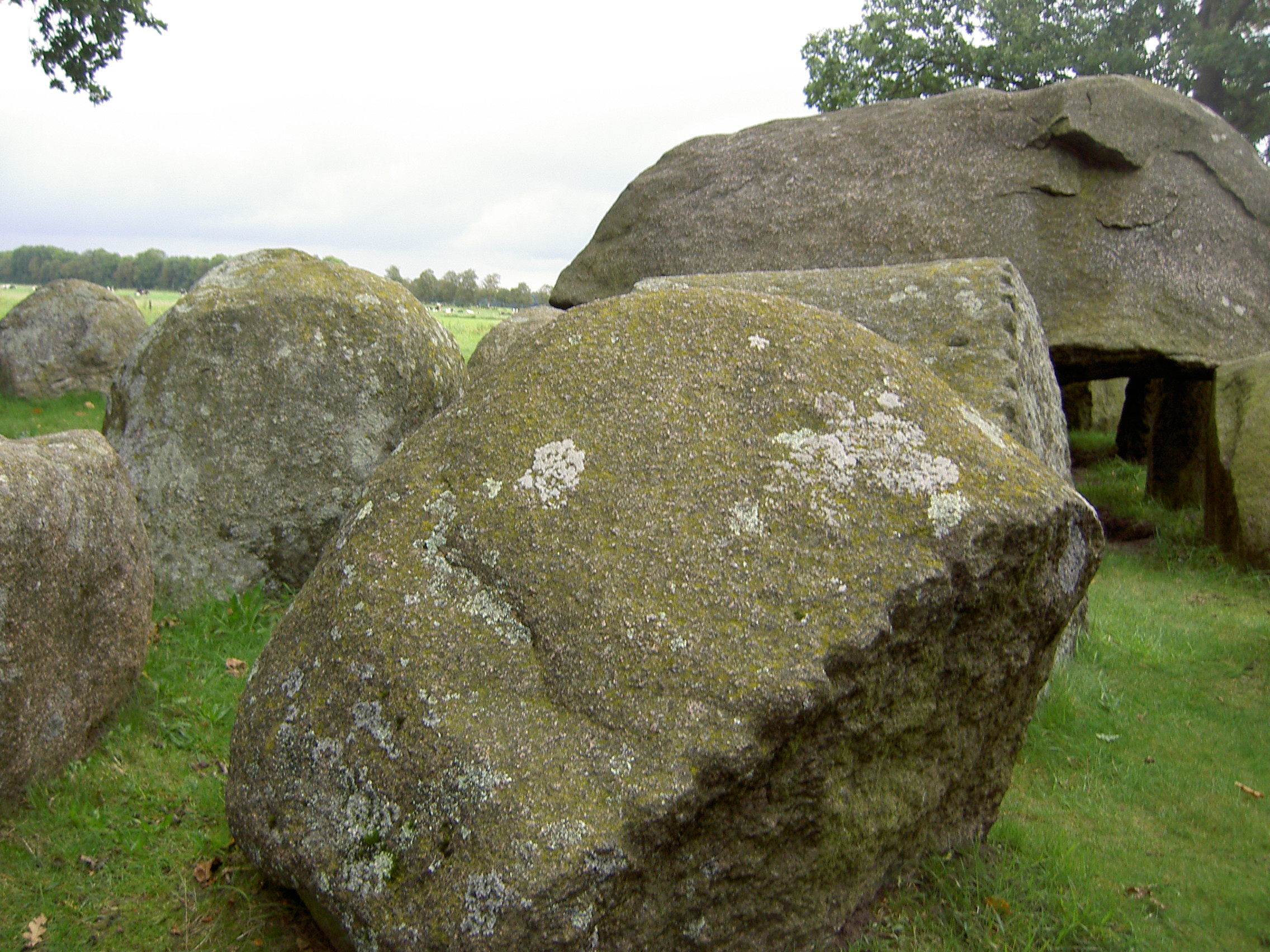
D14; er zijn duidelijk boorgaten in dit - in de grafkelder gevallen - overblijfsel van een deksteen zichtbaar
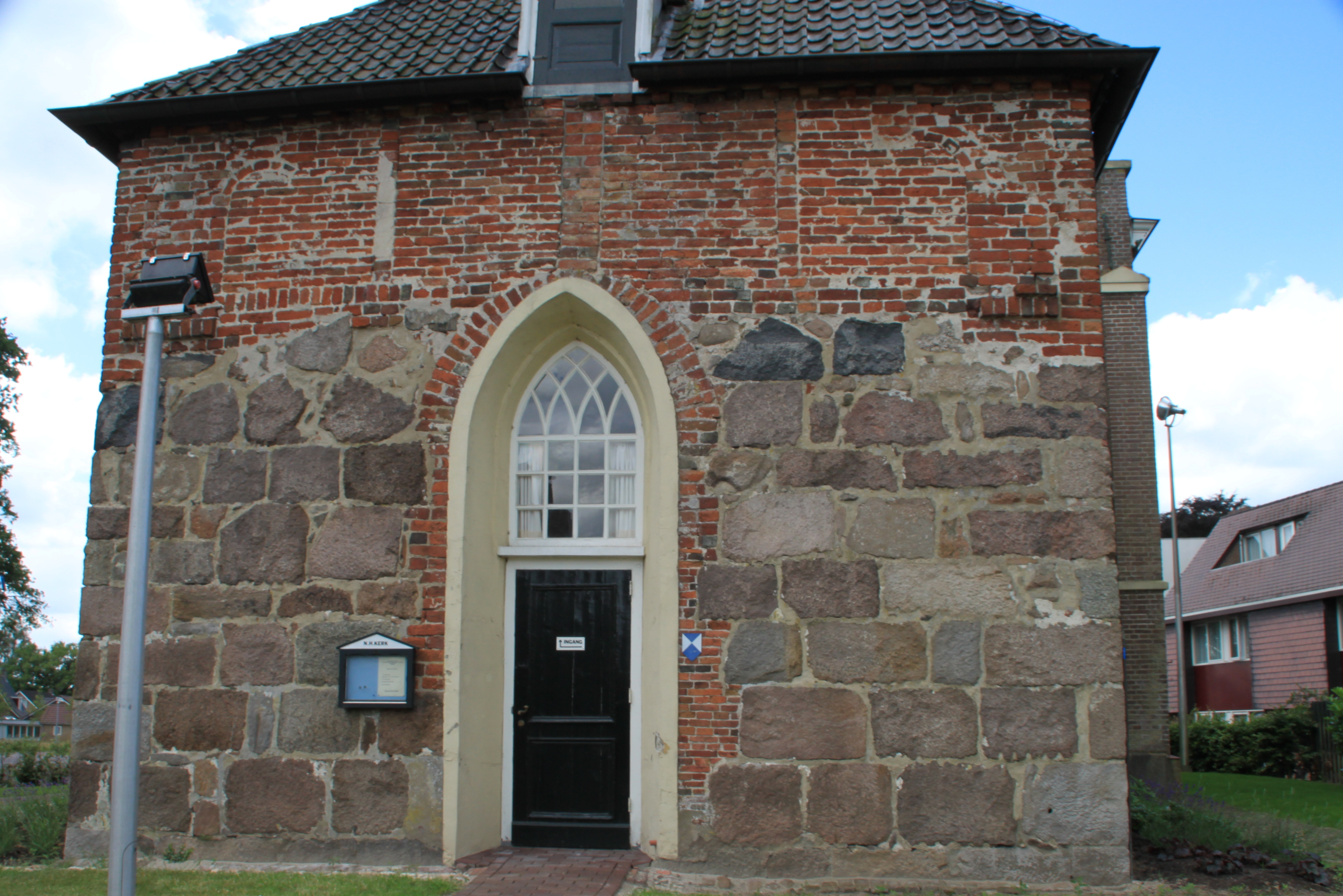
Quadersteine in de hervormde kerk in Odoorn

### Aandacht en bescherming

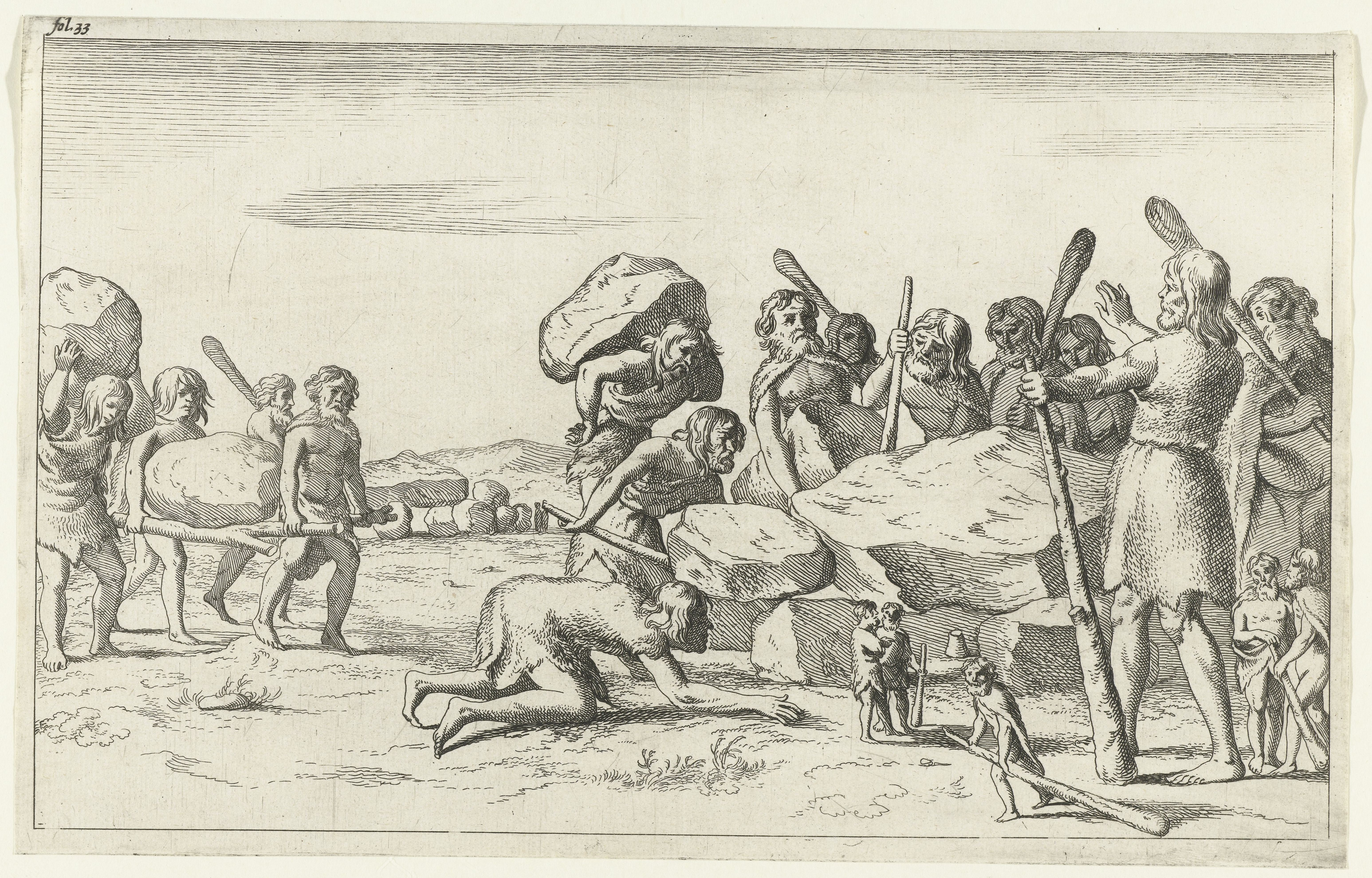
Reuzen bouwen de hunebedden; ets in het boek van Picardt, 1660

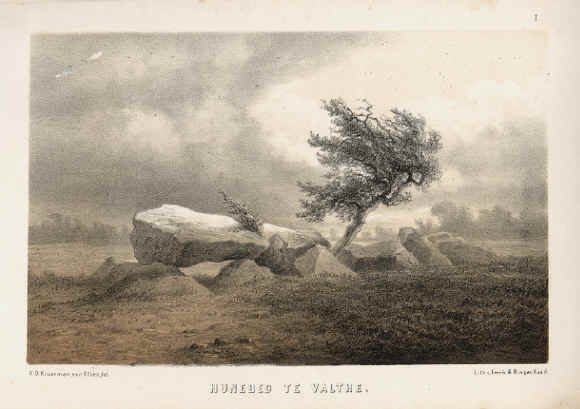
De litho "Hunebed te Valthe" door Hendrik Dirk Kruseman van Elten (1829-1904) geeft D36 weer

In de zeventiende eeuw kreeg het hunebed voor het eerst aandacht. Het reusen-bed by 't Clooster te Assen (D15) wordt vermeld in 1654 door A. van Slichtenhorst.
De Coevordense predikant Johan Picardt publiceerde in 1660 zijn Korte Beschryvinge van eenige Vergetene en Verborgene Antiquiteiten Der Provintien en Landen gelegen tusschen de Noord-Zee, de Yssel, Emse en Lippe. In deze tijd worden de steenhopen of stienbargen ook wel reuzenstenen of hunesteenen genoemd. Op een kaart van 1637 wordt het megalithische graf bij Diever aangeduid met hunnebet. Op een kaart uit 1711 wordt de benaming huinebed gebruikt.
L. Bolhuis vermeld in 1694 D10, er zou een reus onder deze stenen liggen. Ludolph Smids schreef in 'Schatkamer der Nederlandsche oudheden' (1711) over meerdere hunebedden. Smids vermeld dat er in Drouwen 16 en in Borger 9 hunebedden te vinden zijn. Petrus Camper (1722-1789) maakte tien tekeningen van hunebedden van groot documentair belang.
In 1734 werd in Drenthe een resolutie aangenomen waarin het vernielen van de gedenkteekenen strafbaar wordt. Er stond een boete van 100 gulden op de vernieling van een graf of de roof van stenen. Toch verdwenen na het aannemen van deze resolutie nog vele hunebedstenen en minstens zeven complete hunebedden.
In de loop van de negentiende eeuw nam de belangstelling voor hunebedden, en voor het verleden in het algemeen, toe, en werden ze beschermd. Er zijn meerdere personen die zich inzetten voor het behoud van de prehistorische bouwwerken, zoals Joan Lodewijk Gerhard Gregory en Joan Lodewijk Gerhard Gregory. In 1809 wordt hunebed D41 ontdekt en in hetzelfde jaar wordt het verboden om hunebedden (en andere monumenten) te onderzoeken. Enkel de broer van de landdrost Petrus Hofstede, Johannes Hofstede, mocht nog onderzoek uitvoeren door koninklijk besluit.
Nicolaas Westendorp geeft in 1815 een boek uit, dit is een reisverslag uit 1811 of 1812 en diverse hunebedden worden hier in genoemd.
In 1819 bezocht Johann Friedrich Heinrich Arends Drenthe en beschreef zijn reis in het Kunst- und Wissenschaftsblatt van 1 maart 1822. Hij bezocht D13, D14 en vijf hunebedden bij Valthe.
L. Willinge beschreef D43a in 1819. Leonardt Janssen (1806-1869) reisde naar Drenthe en legde de hunebedden vast in eenvoudige tekeningen en schema's. Ook werden de eerste foto's genomen.
Caspar Reuvens beschrijft ook meerdere hunebedden, hij was buitengewoon hoogleraar in de archeologie aan de Rijksuniversiteit Leiden en eerste directeur van het Rijksmuseum van Oudheden.
Jacobus Craandijk (1834-1912) schrijft in 1879 over de vijf hunebedden ten zuidoosten van Bronneger.

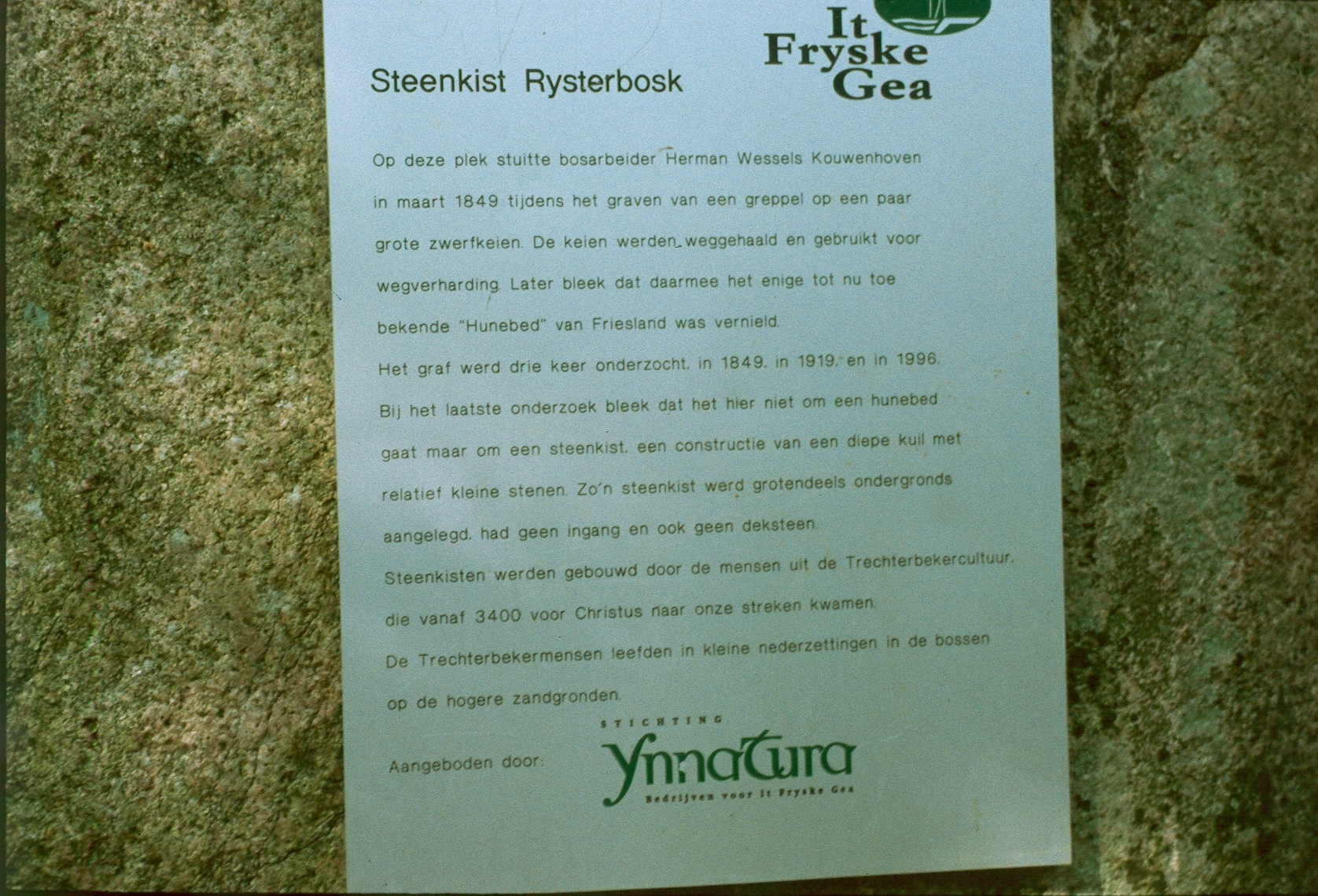
Informatiebord bij de plek van de steenkist van Rijs in het Rijsterbos; It Fryske Gea

De Kei van Lage Vuursche werd als een hunebed gezien Ook in Rijs wordt in 1849 een hunebed gevonden; het graf wordt onderzocht in 1849, 1919 en 1996. In het laatste onderzoek blijkt het geen hunebed, maar een steenkist (steenkist van Rijs) te zijn.
De hunebedden waren nog in handen van boermarken en de overheid probeerde het eigendom in handen te krijgen. Rond 1870 waren de meeste hunebedden in bezit van de overheid en men besloot deze monumenten 'op te knappen'. In Engeland ontstond in de jaren 1870 bezorgdheid over de wijze waarop in Nederland hunebedden werden gerestaureerd. In die kringen was men vooral bezorgd dat met de restauraties het oorspronkelijk beeld van de situatie verloren zou gaan. De directeur van de Society of Antiquaries in Londen verzocht de oudheidkundigen William Collings Lukis en sir Henry Dryden om de staat waarin de hunebedden zich op dat moment bevonden nauwkeurig vast te leggen. Zij bezochten in juli 1878 Drenthe en brachten veertig hunebedden op de Hondsrug in kaart. Ze hebben opmetingen verricht en beschreven de aangetroffen situatie, die zij tevens vastlegden in een serie aquarellen. Hun rapportage aan de Society of Antiquaries verscheen echter niet in druk. Hun materiaal werd bewaard bij de Society of Antiquaries, het Guernsey Museum & Art Gallery en het Drents Museum. Het Ashmolean Museum in Oxford bezit kopieën van hun werk. In 2015 publiceerde de Drentse archeoloog dr. Wijnand van der Sanden alsnog hun werk. Hij voorzag hun materiaal van een uitgebreide inleiding. Ook schetste hij de ontwikkelingen met betrekking tot het archeologisch onderzoek van de hunebedden na hun onderzoek tot 2015. Hij gaf als oordeel dat het werk van Lukis en Dryden van hoge kwaliteit was. In het Drents Museum was in 2015 een tentoonstelling over het werk.
Hunebedden worden een toeristische trekpleiser, zo worden bijvoorbeeld uitstapjes naar hunebedden en wandelingen uitgezet

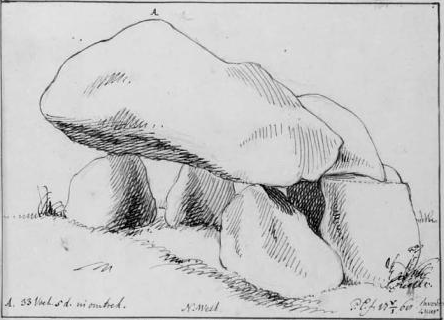
Eerste tekening van het hunebed G1 door Petrus Camper uit 1768
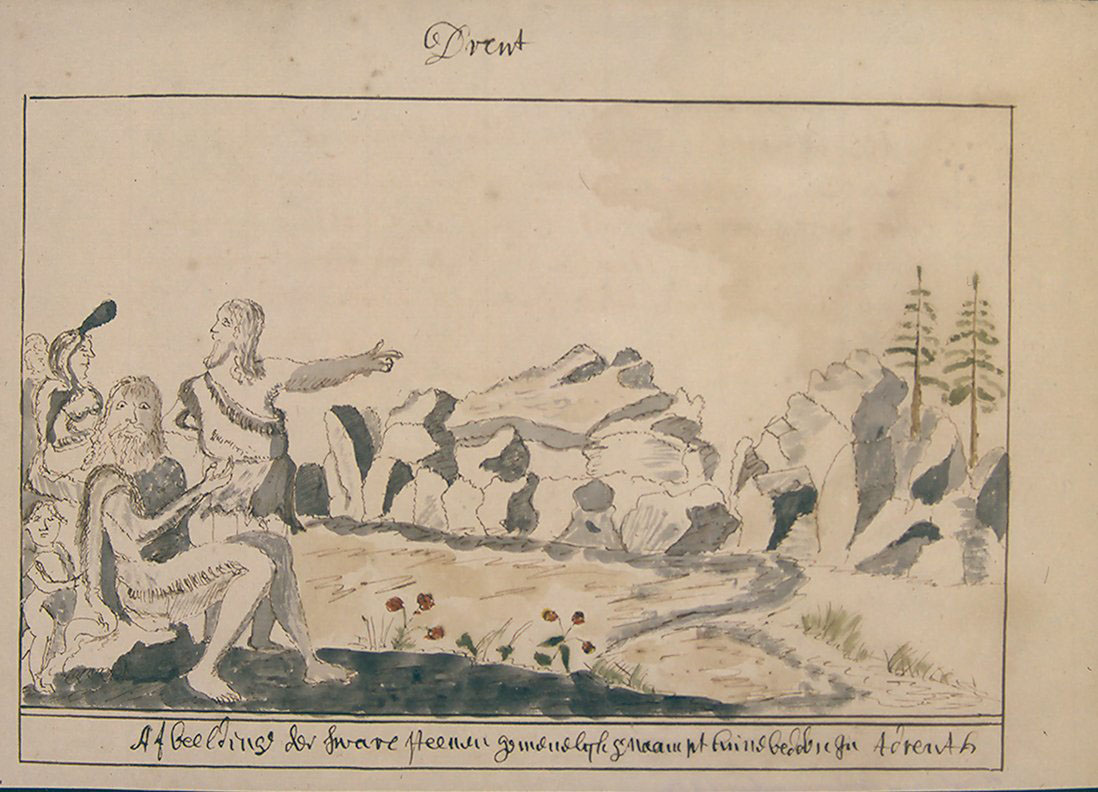
Afbeeldingen der sware steenen gewoonlijk genaampt de hunnebedde in Drent, Atlas Schoemaker: Drenthe, 1710-1735
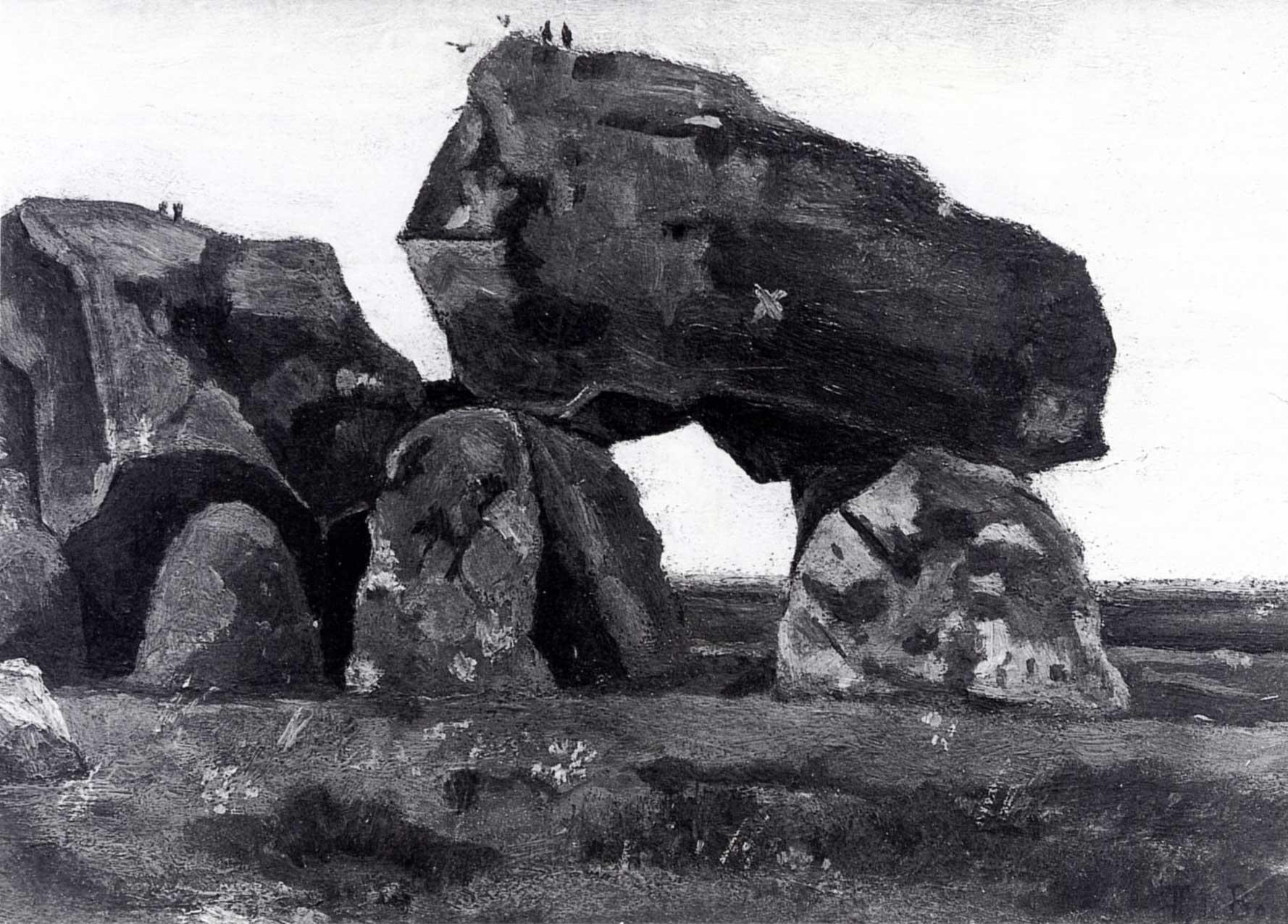
Dit schilderij (ca. 1885) van Théophile de Bock is in het bezit van het Drents Museum

### Onderzoek in de twintigste eeuw

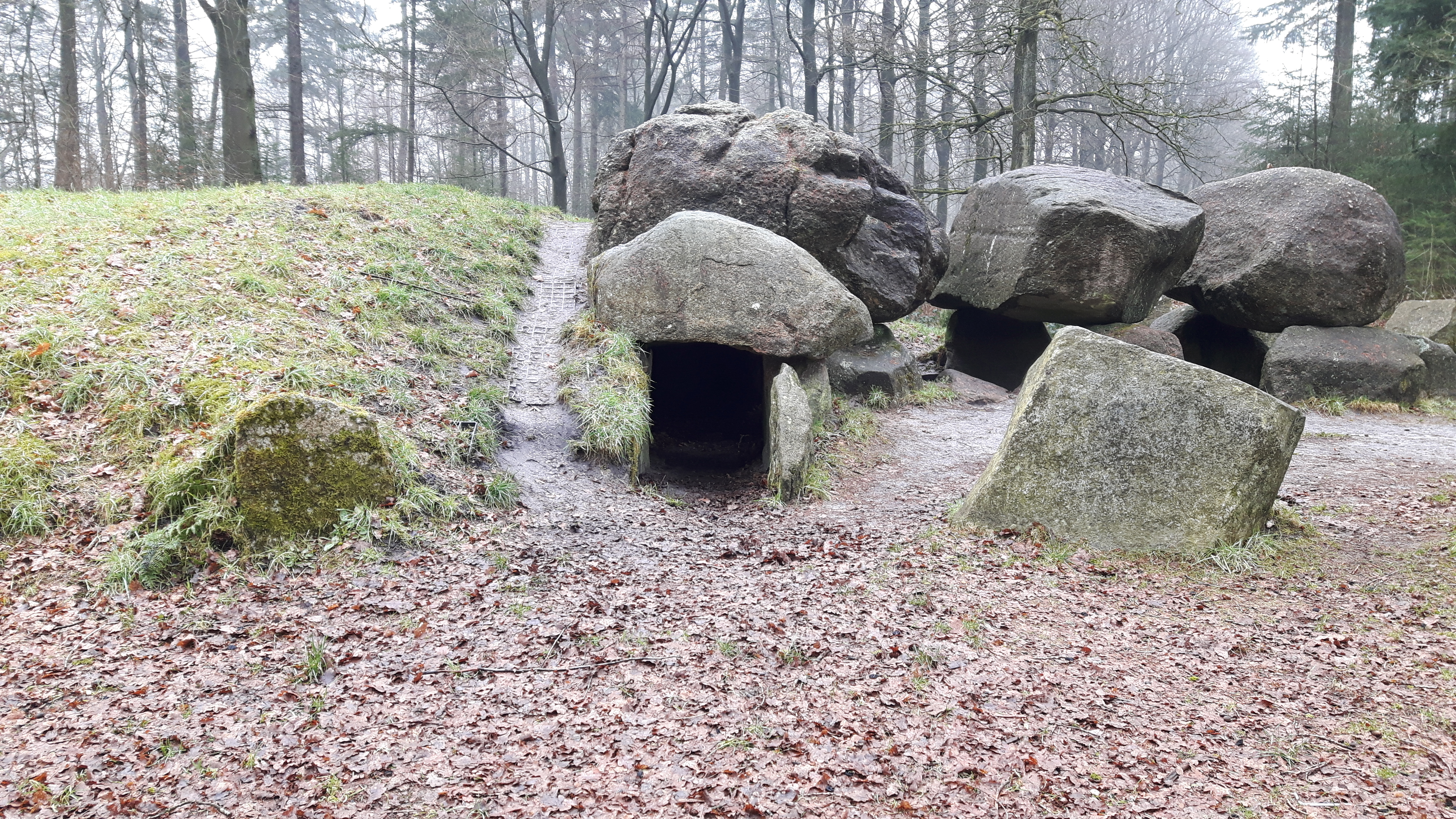
D49 werd in 1959 gerestaureerd: links van de ingang is de dekheuvel opgeworpen, rechts van de ingang zijn de hunebedstenen te zien

Gestructureerd onderzoek naar hunebedden werd in Nederland pas in de eerste helft van de twintigste eeuw uitgevoerd. Het eerste moderne archeologisch onderzoek naar hunebedden in Nederland begon in 1912 bij deze D19 en D20. Archeoloog Jan Hendrik Holwerda groef de hunebedden op.
De bekendste van de onderzoekers is professor Van Giffen, ooit een assistent van Jan Hendrik Holwerda. Hij is ook verantwoordelijk geweest voor de officiële nummering van de hunebedden in Nederland. Zijn De Hunebedden in Nederland uit 1925 wordt gezien als standaardwerk. Onder leiding van Van Giffen werden meerdere hunebedden gerestaureerd. Bij hunebed D49 werden zelfs replica's van aardewerk in de grafkelder geplaatst en tot ca. 1980 betaalden bezoekers entreegeld om dit gedeeltelijk gerestaureerde hunebed te kunnen bewonderen. Voor de restauratie van D49 in 1958 en 1959 werd gebruik gemaakt van stenen afkomstig van D33, die daarvoor werd afgebroken. In 1972 verrichtte Van Giffen nog een klein onderzoek bij D26, waar hij enkele jaren daarvoor ook onderzoek verrichtte samen met Willem Glasbergen en Jan Albert Bakker. Hiermee was zijn project om de Nederlandse hunebedden te restaureren voltooid. Hij was hier twintig jaar eerder mee gestart.
W.J. de Wilde leent de tekeningen die gemaakt zijn door Lukis en Dryden en bestudeerde deze en maakte kopieën. Tijdens zijn bezoeken aan de hunebedden controleert hij de tekeningen van Lukis en Dryden en maakt tekeningen van de hunebedden die niet zijn bezocht door de heren. In 1904, 1905 en 1906 bezoekt De Wilde alle hunebedden minstens 2 keer. De Wilde maakt foto's, meet de hunebedden op en brengt ze in kaart. De Wilde interesseert zich niet alleen in de bouw, maar ook in de ligging en interne structuur van de hunebedden. Ook interesseert hij zich in de volksverhalen over de hunebedden. In de tijd van zijn onderzoek waren de hunebedden al toeristische attracties geworden. Hij schreef een artikel voor de Nieuwe Drentse Volksalmanak in 1906. Hij schrijft een kritiek op het "standaardwerk" Nederlandsche oudheden van de vroegste tijden tot op Karel den Grootte van Willem Pleyte

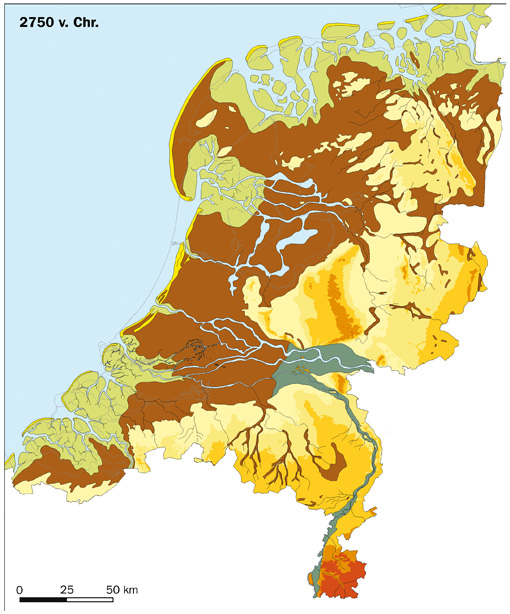
Nederland, 2750 v.Chr.
Klik op de afbeelding voor meer informatie

Willem Pleyte schreef de bouw van alle Europese hunebedden toe aan oer-Kelten die vanuit het zuiden naar het noorden waren getrokken. Zo werden ook raatakkers aangezien voor celtic fields en bleken na verder onderzoek niks met Kelten te maken te hebben. Gozewinus Acker Stratingh schreef in zijn Aloude Staat en Geschiedenis des Vaderlands dat de hunebedden gebouwd werden door een voor-Keltische of voor-Germaanse groep, waarvan de naam niet bewaard is gebleven. Jan Hendrik Holwerda concludeerde dat een hunebed een kunstmatige dodengrot was, zoals werd gebruikt door de stammen die de burchten van Troja bouwden. De Wilde zag als bouwers van de hunebedden nakomelingen van de Kjökkenmöddingcultuur die vanuit Denemarken langzaam via Sleeswijk en Oldenburg naar Drenthe getrokken waren. Hij wees de Noord-Duits-Deense hunebedden toe aan een ander volk dan de dolmens in Frankrijk en Spanje. Hij bepaalde de bouw van de hunebedden in Drenthe op 3000 v.Chr. De Wilde maakt onderscheid tussen megalitische graven die wereldwijd te vinden zijn en noemt alleen de Noord-Duits-Deense bouwwerken hunebedden. De bouwwerken in Frankrijk noemt hij dolmen of allée couverte.
De Wilde bezoekt Drenthe opnieuw en leent de tekeningen van L.J.F. Janssen. De Wilde ergert zich aan het verwijderen van de dekheuvels en andere veranderingen die worden doorgevoerd (zoals het verhogen van de dekheuvel bij D13), waardoor veel aanwezige artefacten worden verstoord en verder wetenschappelijk onderzoek onmogelijk wordt gemaakt. De Wilde merkt op dat de hunebedden allemaal op hetzelfde niveau zijn gebouwd, 8 meter boven Amsterdams Peil (AP). Hij denkt dat de hunebedden oorspronkelijk aan de rand van het water zijn gebouwd, ze zijn gebouwd op het diluvium en aan de rand van het alluvium.

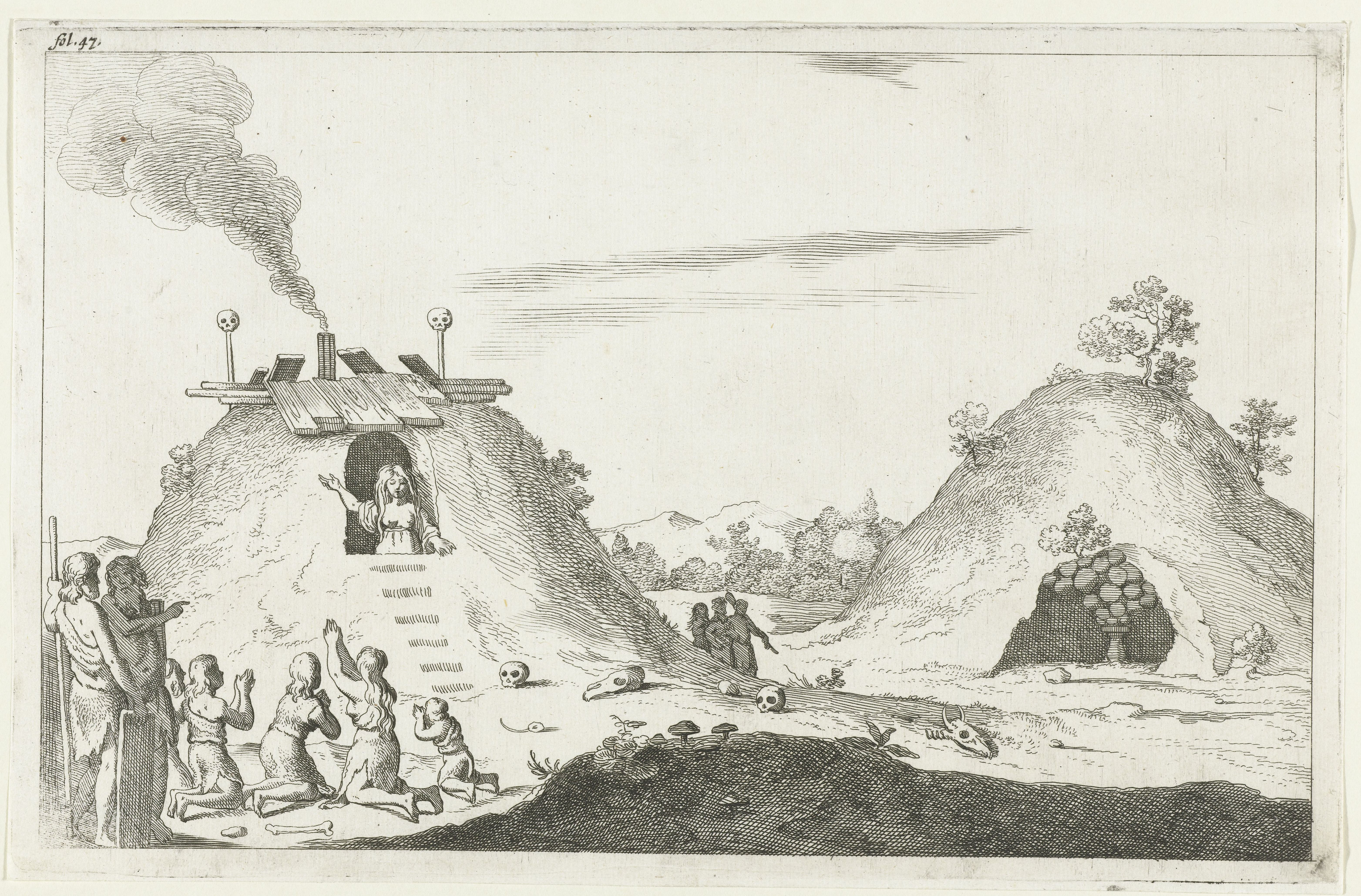
Witte wieven die, volgens Johan Picardt, grafheuvels bewonen op een ets uit "Korte Beschryvinge van eenige Vergetene en Verborgene Antiquiteten", 1660

In ‘Sporen van Indo-germaansch ritueel in germaansche lijkplechtigheden’ van Johan Hendrik Gallée is een pagina over hunebedden opgenomen. Gallée beschrijft de kuiltjes die in sommige dekstenen gevonden worden en noemt ze Blut- of Opferlöcher. De Wilde betwijfelt dat deze kuiltjes alleen op dekstenen te vinden zijn en denkt dat dit ook bij draagstenen voorkomt. De Wilde beschrijft verder dat de benaming hunebed in vroeger tijden ook gebruikt werd voor grafheuvels zonder megalitische kamer en geheimzinnige verblijfplaatsen van de witte wieven. Later werden de benamingen overgedragen aan de megalitische bouwwerken, maar zelfs in de tweede helft van de negentiende eeuw werd het woord nog gebruikt voor gewone heuvels zonder stenen graf.
Op 14 december 1966 vond (student) amateurarcheoloog Jan Evert Musch, die kort daarvoor ook de locaties van de vroegere hunebedden G2 en G3 bij Glimmen had ontdekt, in een veld op de Onneres sporen van granietgruis. De grondeigenaar gaf geen toestemming voor verder onderzoek. In 2011 had het stuk grond echter een nieuwe eigenaar gekregen die wel benieuwd was naar de aanwezigheid van G4.
Ook Jan Lanting publiceerde over hunebedden en hij voerde onderzoek uit bij voormalige hunebedden.

### Pseudowetenschap
Net als megalithische monumenten elders ter wereld kregen ze ook pseudowetenschappelijke belangstelling. Zo werd in 1978 een boek gepubliceerd waarin de hunebedden met "laserstralen en anti-zwaartekracht" gebouwd heten te zijn. Hunebedden werden ook met vliegende schotels, aardstralen, reuzen en witte wieven in verband gebracht.

### Huidige tijd

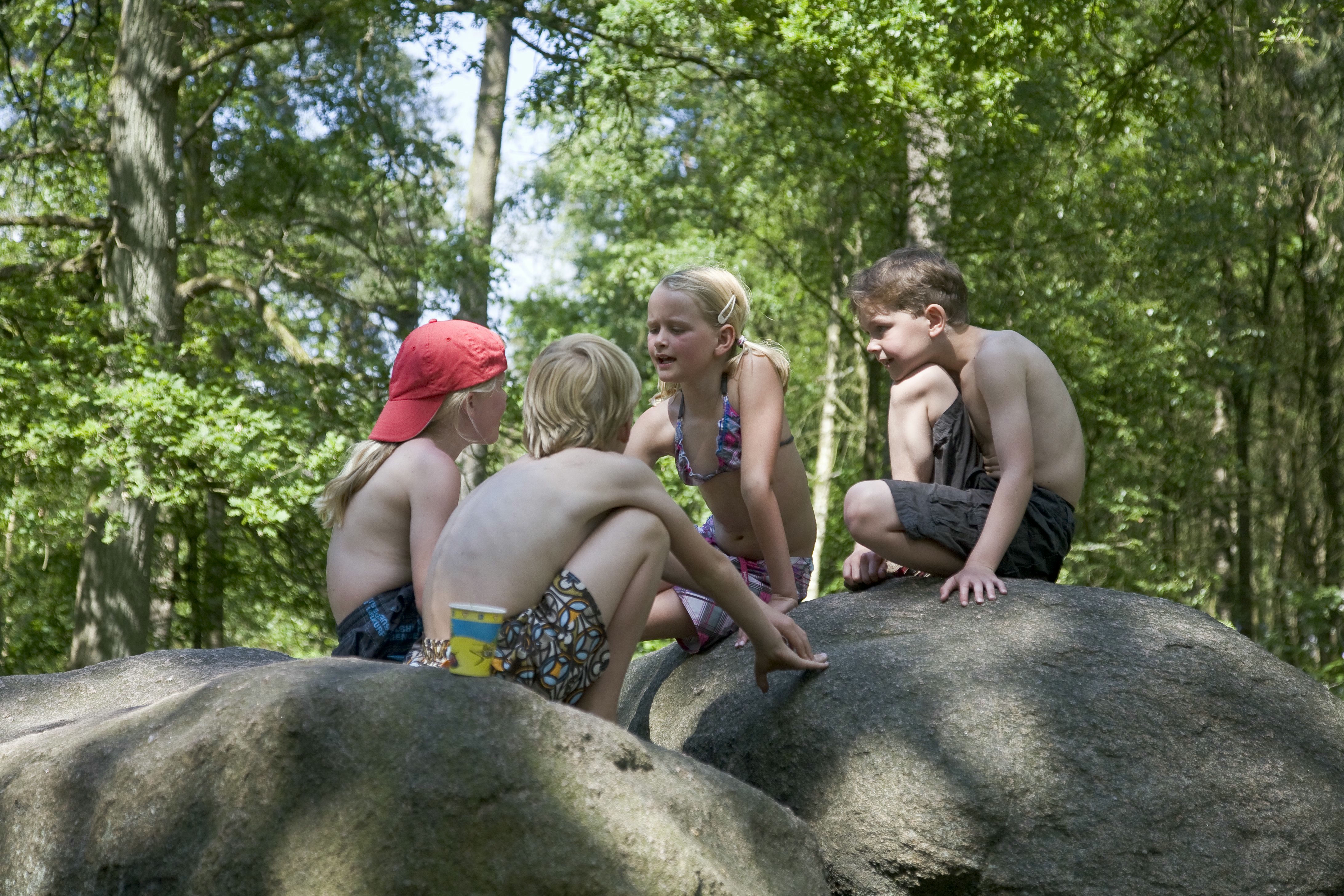
Kinderen op hunebed D8, Rijksdienst voor het Cultureel Erfgoed, 2008

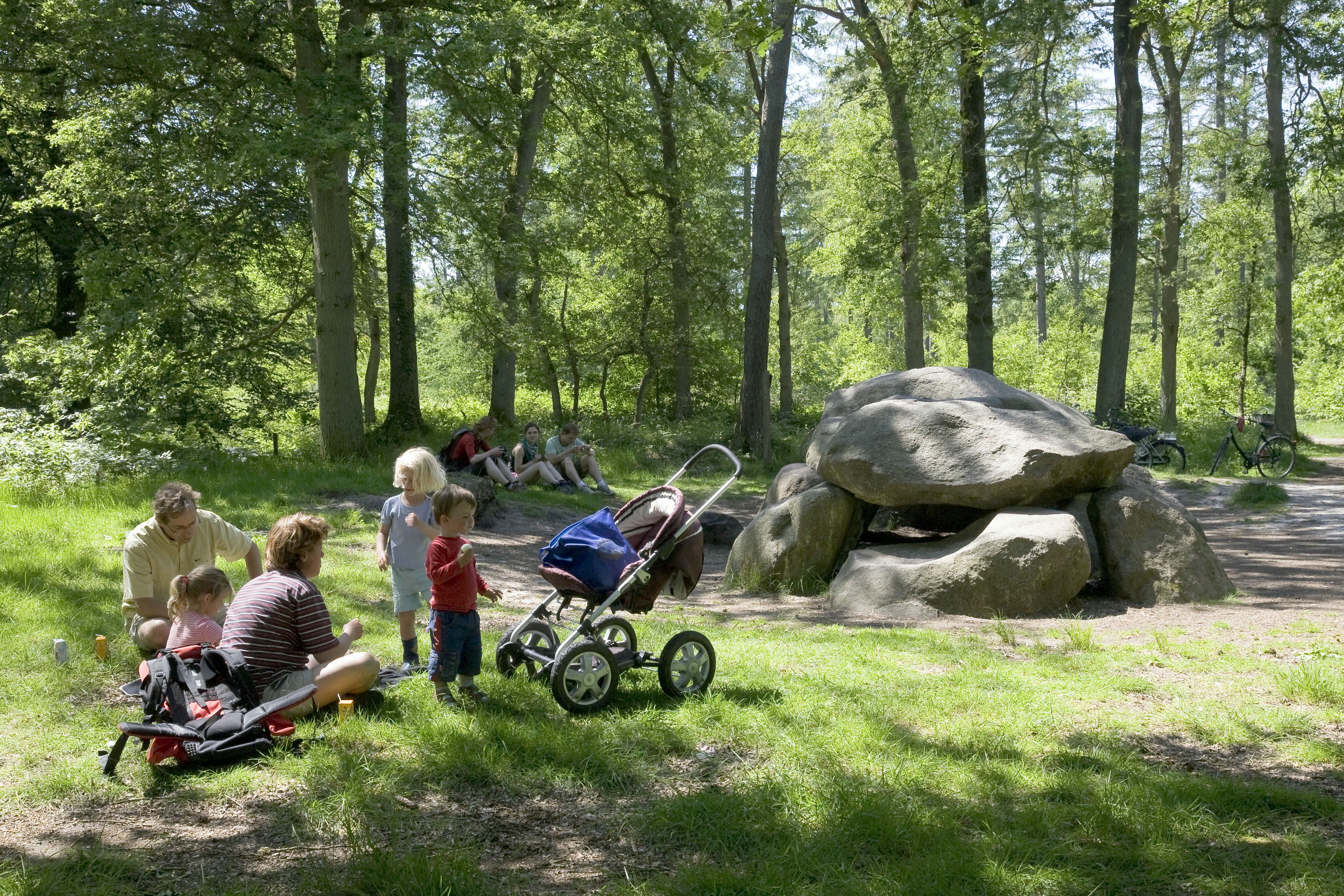
Recreatie bij hunebed D8, Rijksdienst voor het Cultureel Erfgoed, 2008

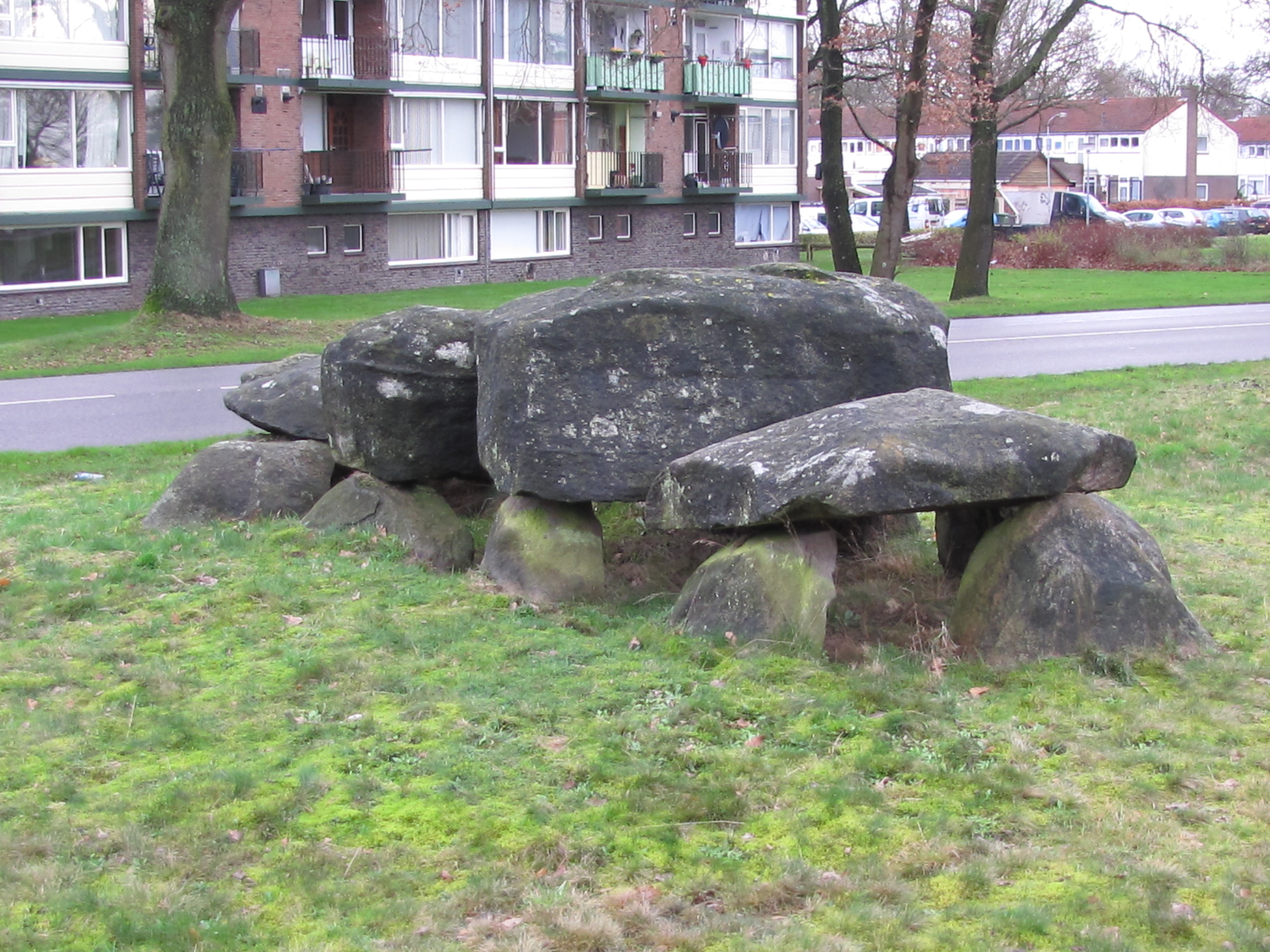
Hunebedden liggen niet in alle gevallen in uitgestrekte velden, enkele zijn inmiddels in stedelijk gebied gelegen zoals D41

De hunebedden werden een vast onderdeel van de geschiedenislessen in Nederland. Sinds 2004 vormen ze het eerste venster van de Canon van Nederland. Hunebedden komen ook voor in de Canon van Groningen en de Canon van Drenthe. Het Klokhuis, een educatief jeugdprogramma, besteedde ook aandacht aan hunebedden.
Er is in Nederland een museum met hunebedden als onderwerp, dit Hunebedcentrum ligt naast het grootste hunebed van Nederland en bestond 50 jaar in 2009. In 2013 probeerde de Provincie Drenthe de hunebedden om te vormen tot een toeristische attractie met 500.000 bezoekers per jaar. Dit heeft samenhang met de bekendmaking dat de Hondsrug de UNESCO-status van geopark zal krijgen: Geopark de Hondsrug. In 2015 werd een masterplan gemaakt, wat moet zorgen voor neer bezoekers. Naast het Drenthepad is er sinds 2016 ook de loop langs de hunebedden. In 2017 wordt het plan geopperd om hunebedden in te zetten om de Hondsrug bekend te maken bij toeristen. Ook in Borger worden plannen ontwikkeld om de status van Hunebedhoofdstad op de kaart te zetten. In 2018 wordt de N34 hernoemd naar Hunebed Highway.
In 2009 werd gemeld dat er mogelijk nog een hunebed aanwezig is in Rolde. In 2010 werd de bodem van het hunebed D27 gescand. Er mag echter niet gegraven worden voor onderzoek. Bij Valthe werd wel gegraven nabij een hunebed na een fout in natuurbeheer. Het Fries Museum ontdekte een tekening van Alma Tadema van D14 en er wordt voorgesteld om het hunebed aan te passen, zodat de veranderingen uit 1965 ongedaan gemaakt worden
In de Nieuwe Drenthse volksalmanak verschijnt een artikel over het herontdekte opgravingsverslag uit 1809 van hunebed D41. Onderzoekster Marijke Bekkema stelt dat 80% van de gebruikte stenen roze en/of rood van kleur zijn.
Er wordt niet altijd respectvol omgegaan met hunebedden, zo werd het hunebed in Annen gebruikt als fietsenstalling Veel bezoekers klimmen op de hunebedden, alhoewel er op de informatieborden bij elk hunebed gevraagd wordt om respectvol met de prehistorische grafmonumenten om te gaan. In 2018 start een proef met een bord met een klimverbod. Als deze proef slaagt, worden bij alle Nederlandse hunebedden borden geplaatst
Hunebedden zijn soms ook slachtoffer van bewuste vernieling. Bezoekers hebben enkele malen de poortdeksteen van de draagstenen gegooid bij D1. In 1997 is dit hunebed beschadigd door brandstichting. De schade is inmiddels zo veel mogelijk hersteld. In april 2005 werd het hunebed in Exloo beklad. Inmiddels is het hunebed weer gereinigd, waarbij ook veel van de op de stenen levende mossen zijn verdwenen. Later in het jaar volgde het hunebed in Emmerdennen, veertien stenen werden met racistische leuzen en tekens beklad. Voor beide vernielingen werden personen aangehouden. In november 2008 zijn 3 dekstenen van D52 met blauwe verf beklad. In het voorjaar van 2011 raakte het hunebed D52 beschadigd door een vuur, een draagsteen is hierbij gescheurd. In 2011 wordt ook het hunebed D45 vernield door een vuur, Staatsbosbeheer laat de gebroken deksteen herstellen. PvdA-statenlid Albert Huizing wilde in 2011 dat hunebedden begraven worden onder een laag zand om verdere vernielingen te voorkomen. In het najaar van 2012 vernielden vlammen hunebed D40. In 2015 is D45 opnieuw slachtoffer van vandalisme. In 2015 wordt ook het hunebed D8 voor de derde keer in korte tijd beschadigd door een vuur. Ook is hunebed D45 opnieuw slachtoffer van bekladding. In juni 2016 werd een deksteen van een hunebed in Loon gehaald. In 2017 staat een boom naast D22 in brand, het hunebed zelf raakt niet beschadigd. Bescherming van de hunebedden is en blijft een lastig vraagstuk. Om ervoor te zorgen dat schades zo goed en zo snel mogelijk worden hersteld heeft de Hunebeddenbeheergroep een EHBO hunebedden opgesteld, deze Hunebeddenbeheergroep bestaat uit Staatsbosbeheer, Het Drentse Landschap, de provincie Drenthe, archeologisch museum het Hunebedcentrum en de Rijksdienst voor het Cultureel Erfgoed.
In april 2019 werd bekend dat er een deksteen van de draagstenen is gevallen bij hunebed D14. Stichting Het Drentse Landschap heeft hulp ingeroepen van de Rijksdienst voor het Cultureel Erfgoed om het hunebed te herstellen.
Het hunebed in het Muzeeaquarium Delfzijl zal verhuisd worden.
Hunebedden zijn onderwerp van liedjes en tv-programma's. Ook in diverse verhalen komen hunebedden voor, zoals in Eric de Noorman, Het gouden snoeimes, De tuttelwurm, De lieve Lilleham, Het drijvende dorp, Het Bretoense broertje, De druïdenvoet en De dansende menhirs.
In 2015 werd bij Dalfsen het grootste grafveld van de trechterbekercultuur in Noordwest-Europa opgegraven. Het Trechterbekervolk begroef de doden dus niet alleen in hunebedden.
In 2017 werden alle hunebedden in Nederland met behulp van fotogrammetrie opgenomen in een 3D-atlas die voor het publiek gratis toegankelijk is. De data zijn verkregen uit een samenwerking van de Provincie Drenthe en de Rijksuniversiteit Groningen, gesubsidieerd door de Gratama-stichting.